# Turbenthal
Turbenthal (gzu. Turbetaal, hist. Turpetaal) – miejscowość i gmina (Politische Gemeinde) w północnej Szwajcarii, w kantonie Zurych, w okręgu (Bezirk) Winterthur. Leży nad rzeką Töss.

## Demografia
W Turbenthalu mieszka 5049 osób. W 2021 roku 19,8% populacji gminy stanowiły osoby urodzone poza Szwajcarią.

## Transport
Przez teren gminy przebiegają drogi główne nr 15 i nr 354.